# Acadèmia Nacional de Ciències d'Armènia

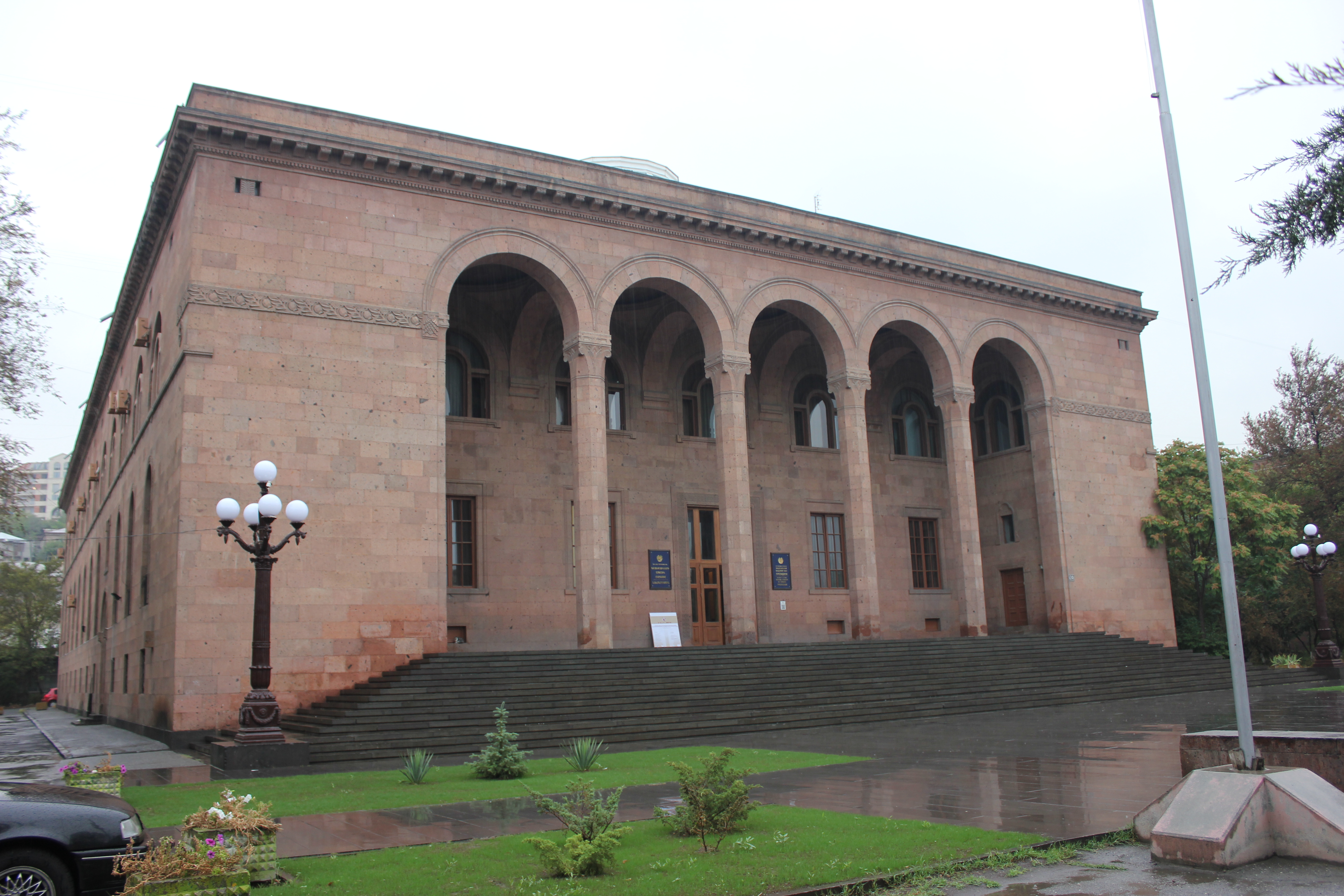
L'Acadèmia Nacional Armènia de Ciències

L'Acadèmia Nacional de Ciències d'Armènia, des de 1992, Acadèmia Nacional de les Ciències de la República d'Armènia (NAS RA) (armeni: Հայաստանի Հանրապետության գիտությունների ազգային ակադեմիա, ՀՀ ԳԱԱ) és la institució més important de recerca i de coordinació de les activitats de ciències experimentals i exactes i ciències socials a Armènia.

## Història
L'acadèmia es va fundar el 10 de novembre de 1943 a partir de la branca armènia de l'Acadèmia Soviètica de les Ciències, establerta el 1935. Entre els vint-i-tres membres fundadors hi havia l'historiador i orientalista Joseph Orbeli, que en va ser el primer president elegit, Stepan Malkhasyants, Ivan Gevorkian i Víktor Ambartsumian.

## Presidents
- Joseph Orbeli (1943–1947)
- Víktor Ambartsumian (1947–1993)
- Fadey Sargsyan (1993–2006)
- Radik Martirosyan (2006–present)

## Estructura
Divisió de ciències matemàtiques i tecnologia
- Institut de Matemàtiques
- Institut de Mecànica
- Institut d'Informàtica i de Problemes d'Automatització

Divisió de física i astrofísica
- Observatori Astrofísic Biurakan
- Institut de Radiofísica i Electrònica
- Institut de Problemes Aplicats de Física
- Institut de Recerca en Física
- ICRANet - Centrea d'Erevan (astrofísica teòrica)

Divisió de ciències naturals
- Centre d'Estudis Ecològics i de la Noosfera
- Institut de Bioquímica
- Institut de Botànica
- Institut G.S.Davtyan Institut de Ciències Hidropòniques
- Centre Científic i de Producció de Biotecnologia, que inclou l'Institut de Biotecnologia, l'Institut de Microbiologia, i el Centre de Dipòsit Microbiològic
- Institut de Biologia Molecular
- Institut de Fisiologia
- Centre Científic de Zoologia i Hidroecologia

Divisió de Química i Ciències de la Terra
- Centre Científic i Tecnològic de Química Orgànica i Farmacèutica
- Institut de Física Química
- Institut de Química General i Inorgànica
- Institut de Química Orgànica Fina
- Institut de Ciències Geològiques
- Institut de Geofísica i Enginyeria Sismològica

Divisió d'Armenologia i Ciències Socials
- Institut d'Història
- Institut de Filosofia, Sociologia i Dret
- Institut d'Economia M. Kotanyan
- Institut d'Arqueologia i Etnografia
- Institut d'Estudis Orientals
- Institut de Lingüística H. Adjarian
- Institut de Literatura H. Abheghyan
- Institut d'Art
- Institut-museu del Genocidi
- Centre de Recerca en Armenologia Shirak
- Casa Editorial de l'Enciclopèdia Armènia

L'Acadèmia Nacional de Ciències d'Armènia es membre de la xarxa InterAcademy Partnership (IAP), que integra més de cent quaranta acadèmies de tot el món. Col·labora en projectes de Recerca amb altres institucions estrangeres, principalment amb la Universitat de Ciència i Tecnologia de la Xina i amb la Universitat de Shiraz (Iran).